# Leptaleus glabricephalus
Leptaleus glabricephalus es una especie de coleóptero de la familia Anthicidae.

## Distribución geográfica
Habita en la India.